# Vassili Iline
Pour les articles homonymes, voir Iline.
Vassili Petrovitch Iline (en russe : Василий Петрович Ильин), né le 8 janvier 1949 à Lissi Nos et mort le 21 septembre 2015, est un handballeur international soviétique.
Avec l'URSS, il remporte les Jeux olympiques de 1976 à Munich puis est finaliste du Championnat du monde 1978. Il totalise ainsi 101 sélections et 177 buts. Il
Avec le Club sportif de l'Institut d'aviation de Moscou où il passe toute sa carrière, il est sacré à cinq reprises champion d'Union soviétique (1970, 1971, 1972, 1974, 1975) et remporte la Coupe d'Europe des clubs champions en 1973 puis la Coupe d'Europe des vainqueurs de coupe en 1977.